# 丹尼士獵鷹

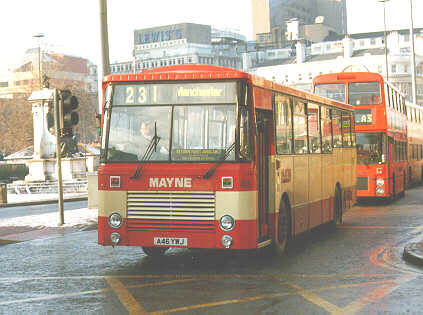
於英國曼徹斯特行走的丹尼士獵鷹巴士，配馬紹爾（Marshall）車身

丹尼士獵鷹（英語：Dennis Falcon）是一款由英國丹尼士車廠於1980年至1993年間生產的巴士車型，其設計源自於1977年推出的丹尼士統治者。

## 簡介
這款巴士以丹尼士統治者雙層巴士的底盤為基礎開發，因此同樣採用後置引擎設計，但動力系統的佈局較多樣化。可是此車型的產量遠不如統治者型，生產期持續了12年，丹尼士一共只生產了139輛巴士。當中有6輛是雙層巴士版本，其餘為單層巴士。
雖然獵鷹型巴士產量不足150輛，可是獵鷹型也分為3款型號：V、H及HC型。V的意思是其引擎作垂直擺放（Vertical）的設計；而H及HC型則代表平臥式（Horizontal），兩者的差異在於其波箱跟引擎連接的方式。

## 香港的獵鷹型巴士

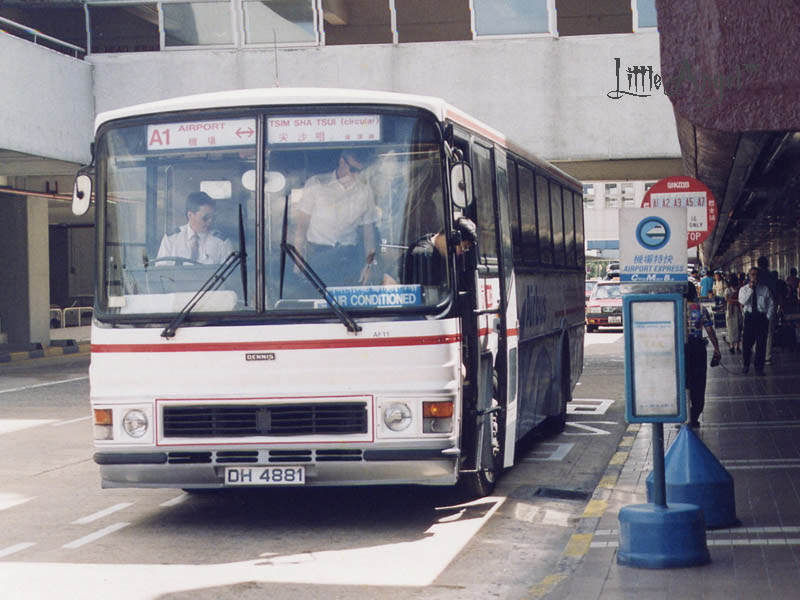
九巴於1985年引入配都普Laser車身11米長的丹尼士獵鷹HC型巴士，成為機場巴士（通天巴士）的主力車型

九龍巴士於1985年，引入了20輛獵鷹HC型巴士。為要取代原本行走機場巴士路線的1975年亞比安豪華巴士，由於機場巴士要為乘客提供豪華舒適的服務，九龍巴士因此要求此車須要安裝空調。而為了減低運作成本，九龍巴士要求車上的空調系統一定要由主引擎直接驅動，而不是像過往的巴士為驅動空調系統而安裝獨立引擎。如此一來，該引擎必須要有足夠馬力，在提供巴士動力之餘，也要有額外動力啟動空調。
於是，九龍巴士與丹尼士決定使用一台吉拿（Gardner）6HLXCT引擎作為該20輛巴士的動力，這型號引擎配渦輪增壓器，令巴士不用另外安裝引擎去驅動空調。在英國行駛的獵鷹巴士，由於空調並非標準配備，所以只配用吉拿6HLXB引擎而已。這台吉拿柴油引擎的容積為10,450cc，最大馬力達220匹；能夠在提供行車動力之餘，驅動德國製造的超卓（Sutrak）空調機。車身方面，九龍巴士選取了都普的Laser R77型車身，全車車窗密封，座椅採用皮面高背座椅，突顯空調巴士的氣派。
巴士投入服務後，立即取代亞比安豪華巴士，成為機場巴士的主力，行走200（機場至中環）及201線（機場至尖沙咀）。後來，九龍巴士重組機場巴士線，200線改為A2，201線改為A1，並新闢A3線往銅鑼灣；九龍巴士亦將巴士車身加上「通天巴士」字樣及相關圖案。

### 引退
第一部退下來的獵鷹型巴士是車牌號碼DH1700，於1989年因火警報廢。其後，飛鏢及長矛相繼加入通天巴士行列，並取代了大部份獵鷹巴士。部份退下機場巴士線的獵鷹被安排行走市區線。1998年7月6日，機場搬遷至赤鱲角後，所有獵鷹巴士都退出通天巴士行列，當中都被編入九龍灣廠及沙田廠，主力行走203E及285線。到了2001年，九龍巴士將旗下所有獵鷹巴士全數退役。

## 停產
丹尼士獵鷹於1993年停產後，其生產線由丹尼士長矛巴士取代。

## 外部連結
- 九巴的丹尼士獵鷹巴士（页面存档备份，存于）
- 香港巴士大典上的相关条目：丹尼士獵鷹